# Leucade (dème)
Pour les articles homonymes, voir Leucade (homonymie).
Le dème de Leucade (en grec : Δήμος Λευκάδας) est un dème situé dans la périphérie des Îles Ioniennes en Grèce.

## Localisation
Il inclut les îles de Leucade, Kalamos et Kastós, et plusieurs îlots : Provati à la pointe nord de Kastós ; deux petits îlots sur la côte est de Kastós ; Fornicoula dans l'alignement de la pointe sud de Kalamos ; Cheloni, Madourí (avec la maison du poète Aristotélis Valaorítis) et Sparti (mais pas Scorpidi ni Scorpios) en face de Nydrí ; Nisis Volios (avec son phare) en face de Plagia (sur Páleros, ancien dème d'Étolie-Acarnanie maintenant intégré au dème d'Áktio-Vónitsa, périphérie (région) de Grèce-Occidentale) ; Forti (en face de Kariotes) ; la péninsule de Paralia au nord de la ville de Leucate - mais pas l'île Vagia attenante, où se trouve le fort d'Agia Mavra ; et sur la côte ouest de Leucade, la petite île portant un phare, au large de Dragano. 
Son siège se trouve dans la ville de Leucade.

## Municipalités

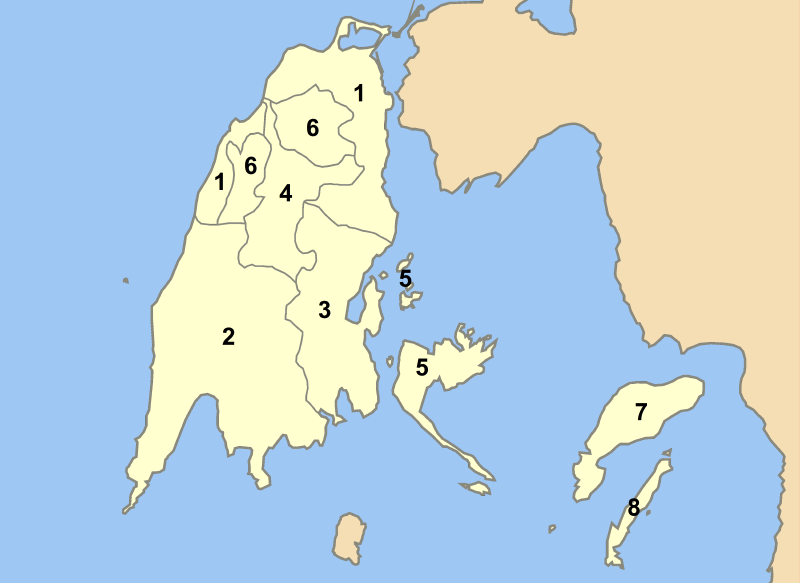
Les 8 municipalités du nome de Leucade avant la réforme Kallikratis (2010)

Avec la réforme Kallikratis (2010), l'ancien nome de Leucade a été divisé en 6 dèmes et 2 communautés :
| Dème               | YPES code | Chef-lieu (si nom différent) | Code postal | Préfixe tel. |
| ------------------ | --------- | ---------------------------- | ----------- | ------------ |
| 1. Lefkada (ville) | 3606      |                              | 311 00      |              |
| 2. Apollonioi      | 3601      | Vassiliki (en)               | 310 82      |              |
| 3. Elloménos       | 3602      | Nydrí                        | 311 00      |              |
| 4. Karyá           | 3604      |                              | 310 80      |              |
| 5. Méganissi       | 3607      | Katomeri                     | 310 83      |              |
| 6. Sfakiotes       | 3608      | Lazarata (en)                | 310 80      |              |
| Communauté         | YPES code | Chef-lieu (si nom différent) | Code postal | Préfixe tel. |
| 7. Kalamos         | 3603      |                              | 310 81      |              |
| 8. Kastós          | 3605      |                              | 310 81      |              |

Parmi les communautés sont :
- Ágios Nikítas (en), dont la plage de Milos avec, à son extrémité nord, les vestiges du moulin à vent qui a donné son nom à Milos[3],[4]
- Aléxandros (en)
- Apólpena (el)
- Epískopos (el)
- Frýni
- Kalavrós (el)
- Kalamítsi (el)[5], dont plage de Kathisma[6]

- Kalligóni (el)
- Kariótes (el)
- Katoúna (el)
- Kollyváta (el)
- Leucade
- Lygiá (el)
- Nikiána (el)
- Tsoukaládes (el)

## Dans la culture populaire
Le dème de Léucade (Lefkada) a inspiré la création de l’île fictive de Malden, utilisée comme carte dans les jeux vidéo Operation Flashpoint: Cold War Crisis (2001), Arma: Cold War Assault (2011), puis dans Arma 3 (2013), tous développés par Bohemia Interactive. Cette source d’inspiration est mentionnée dans la documentation officielle du studio, ainsi que dans les archives de sa communauté en ligne.